# Valentigney
Valentigney és un municipi francès situat al departament del Doubs i a la regió de Borgonya - Franc Comtat. L'any 2007 tenia 11.484 habitants.

## Demografia

### Població
El 2007 la població de fet de Valentigney era d'11.484 persones. Hi havia 4.533 famílies de les quals 1.260 eren unipersonals (484 homes vivint sols i 776 dones vivint soles), 1.346 parelles sense fills, 1.493 parelles amb fills i 434 famílies monoparentals amb fills.
La població ha evolucionat segons el següent gràfic:
Habitants censats

### Habitatges
El 2007 hi havia 5.018 habitatges, 4.613 eren l'habitatge principal de la família, 58 eren segones residències i 346 estaven desocupats. 2.544 eren cases i 2.459 eren apartaments. Dels 4.613 habitatges principals, 2.649 estaven ocupats pels seus propietaris, 1.904 estaven llogats i ocupats pels llogaters i 60 estaven cedits a títol gratuït; 29 tenien una cambra, 250 en tenien dues, 1.045 en tenien tres, 1.593 en tenien quatre i 1.697 en tenien cinc o més. 3.221 habitatges disposaven pel capbaix d'una plaça de pàrquing. A 2.383 habitatges hi havia un automòbil i a 1.584 n'hi havia dos o més.

### Piràmide de població
La piràmide de població per edats i sexe el 2009 era:
| Homes | Edats   | Dones |
| ----- | ------- | ----- |
| 4     | 95 o +  | 32    |
| 16    | 90 a 94 | 40    |
| 44    | 85 a 89 | 104   |
| 72    | 80 a 84 | 112   |
| 152   | 75 a 79 | 236   |
| 168   | 70 a 74 | 256   |
| 316   | 65 a 69 | 320   |
| 276   | 60 a 64 | 316   |
| 284   | 55 a 59 | 232   |
| 480   | 50 a 54 | 444   |
| 476   | 45 a 49 | 436   |
| 304   | 40 a 44 | 472   |
| 396   | 35 a 39 | 396   |
| 432   | 30 a 34 | 404   |
| 460   | 25 a 29 | 420   |
| 477   | 20 a 24 | 360   |
| 476   | 15 a 19 | 612   |
| 440   | 10 a 14 | 420   |
| 392   | 5 a 9   | 460   |
| 344   | 0 a 4   | 412   |

## Economia
El 2007 la població en edat de treballar era de 7.126 persones, 4.664 eren actives i 2.462 eren inactives. De les 4.664 persones actives 3.914 estaven ocupades (2.200 homes i 1.714 dones) i 750 estaven aturades (376 homes i 374 dones). De les 2.462 persones inactives 706 estaven jubilades, 620 estaven estudiant i 1.136 estaven classificades com a «altres inactius».

### Ingressos
El 2009 a Valentigney hi havia 4.604 unitats fiscals que integraven 11.518,5 persones, la mediana anual d'ingressos fiscals per persona era de 15.350 €.

### Activitats econòmiques
Dels 301 establiments que hi havia el 2007, 1 era d'una empresa extractiva, 6 d'empreses alimentàries, 2 d'empreses de fabricació de material elèctric, 5 d'empreses de fabricació d'elements pel transport, 13 d'empreses de fabricació d'altres productes industrials, 39 d'empreses de construcció, 75 d'empreses de comerç i reparació d'automòbils, 10 d'empreses de transport, 22 d'empreses d'hostatgeria i restauració, 18 d'empreses financeres, 11 d'empreses immobiliàries, 27 d'empreses de serveis, 42 d'entitats de l'administració pública i 30 d'empreses classificades com a «altres activitats de serveis».
Dels 87 establiments de servei als particulars que hi havia el 2009, 2 eren oficines de correu, 7 oficines bancàries, 2 funeràries, 6 tallers de reparació d'automòbils i de material agrícola, 2 tallers d'inspecció tècnica de vehicles, 1 establiment de lloguer de cotxes, 2 autoescoles, 7 paletes, 10 guixaires pintors, 6 fusteries, 6 lampisteries, 4 electricistes, 1 empresa de construcció, 13 perruqueries, 1 veterinari, 1 agència de treball temporal, 10 restaurants, 2 tintoreries i 4 salons de bellesa.
Dels 24 establiments comercials que hi havia el 2009, 3 eren supermercats, 2 botiges de menys de 120 m², 4 fleques, 4 carnisseries, 3 llibreries, 2 botigues de roba, 1 una sabateria, 1 una botiga d'electrodomèstics, 1 una perfumeria i 3 floristeries.

## Equipaments sanitaris i escolars
El 2009 hi havia 1 psiquiàtric, 3 centres de salut, 6 farmàcies i 1 ambulància.
El 2009 hi havia 6 escoles maternals i 4 escoles elementals. A Valentigney hi havia 1 col·legi d'educació secundària i 1 liceu d'ensenyament general. Als col·legis d'educació secundària hi havia 498 alumnes i als liceus d'ensenyament general 547.

## Poblacions més properes
El següent diagrama mostra les poblacions més properes.